# Wilkołaz (stacja kolejowa)
Wilkołaz – stacja kolejowa w Wilkołazie-Stacji Kolejowej, na południe od wsi Wilkołaz w powiecie kraśnickim, w województwie lubelskim. Została nazwana "Wilkołaz" ze względu na bliskość siedziby gminy. Bezpośrednio na północ od stacji (w Wilkołazie) znajduje się przystanek osobowy Wilkołaz Wieś.

## Ruch pasażerski
| Rok  | Wymiana pasażerska na dobę |
| ---- | -------------------------- |
| 2017 | 50-99                      |
| 2022 | 50-99                      |

Stacja powstała w 1914 roku w miejscowości Wilkołaz. Po ukończeniu prostowania linii między Niedrzwicą Kościelną a Pułankowicami, w roku 1926 przeniesiona została do miejscowości Zdrapy. Stacja posiadała dwie nastawnie: dysponującą "Wi" (od strony Kraśnika) oraz wykonawczą "Wi1" (od strony Niedrzwicy); obie posiadały mechaniczne urządzenia scentralizowane. Z nastawni dysponującej sterowano niegdyś także rogatkami na przejeździe kolejowo-drogowym od strony Kraśnika. W roku 1990 zmieniono semafory kształtowe na świetlne. Stacja została zamknięta dla potrzeb technicznych 19 sierpnia 1999, przy czym w obrębie przejazdu kolejowo-drogowego rozebrano dwa dodatkowe tory. Wskutek tego zamknięcia powstał 24-kilometrowy szlak Niedrzwica – Kraśnik, spowodowany również wcześniejszym zamknięciem i likwidacją stacji Leśniczówka. Odtąd stacja posiadała status ładowni, jednak praktycznie pełniła funkcję jedynie przystanku osobowego. W 2012 r. dokonano przebudowy układu torowego w Wilkołazie, podczas której wybudowano krótszy peron wyspowy; wcześniej zamiast niego była usypana ziemia. Zlikwidowano zbędne i nieużywane tory boczne, przebudowano obie głowice rozjazdowe i zamontowano nowe semafory świetlne. Pozostawiono jedynie podstawowy układ torowy - 3 tory główne i jeden ładunkowy. Stacja jest sterowana z Lokalnego Centrum Sterowania w Niedrzwicy (od 14 kwietnia 2015). Przed przebudową stacji wyremontowano częściowo budynek dworca; obecnie jednak jest zamknięty.
Wiosną 2018 roku przeprowadzono na stacji kolejne prace, polegające na elektryfikacji i wymianie podrozjazdnic.